# Meiko Nakahara
Meiko Nakahara, pseudonimo di Meiko Obara (中原 めいこ; Prefettura di Chiba, 8 maggio 1959), è una compositrice e cantante giapponese di genere pop e city pop.

## Carriera
Debuttò nel 1982 con il singolo Kon'ya dake Dance Dance Dance e con l'album Coconuts House.
Nel 1984, con il singolo Kimitachi Kiwi Papaya Mango dane raggiunse il massimo successo, ed il singolo vendette 237 000 copie.
Il suo live tour del 1992 fu l'ultima sua performance pubblica, abbandonando la carriera di cantante. Da quell'anno in poi si è dedicata a comporre canzoni per altri cantanti e gruppi.

## Discografia

### Album
- Coconuts House (ココナッツ・ハウス)
- Friday Magic
- Mint (ミ・ン・ト)
- Lotos no Kajitsu (ロートスの果実-LOTOS)
- Chaki Chaki Club
- Moods
- Puzzle
- Kagami no Naka no Actress (鏡の中のアクトレス)
- 303 East 60th Street
- High Energy
- On the Planet-地球でのできごと-